# Alomia
Alomia  é um género botânico pertencente à família Asteraceae.

## Espécies
O banco de dados World Flora Online lista cinco espécies reconhecidas no gênero:
- A. ageratoides Kunth
- A. alata Hemsl.
- A. callosa B.L.Rob.
- A. hintonii R.M.King & H.Rob.
- A. stenolepis S.F.Blake